# Rivière du Milieu (vattendrag i Kanada, Québec, lat 46,78, long -73,93)
Rivière du Milieu är ett vattendrag i Kanada.   Det ligger i provinsen Québec, i den sydöstra delen av landet, 200 km nordost om huvudstaden Ottawa.
I omgivningarna runt Rivière du Milieu växer i huvudsak blandskog. Runt Rivière du Milieu är det mycket glesbefolkat, med 5 invånare per kvadratkilometer.